# Garry's Mod
Garry's Mod (укр. Мод Ґаррі) — це відеогра в жанрі пісочниці і фізичної головоломки, створена Ґаррі Ньюманом, подальший розвиток гри і підтримка здійснювалась компанією Ньюмана — Facepunch Studios. Garry's Mod створювався як мод до популярної відеогри Half-Life 2, розробленої Valve Corporation, але згодом, 2006 року, став самостійною грою для Microsoft Windows, виданою Valve Corporation. В 2010 було створено OS X версію, i Linux версію в 2013.
Спочатку Garry's Mod був безкоштовною модифікацією, розміщувався та оновлювався розробником на його сайті garry.tv до 9 версії. З 29 листопада 2006 року Garry's Mod став платною грою і поширюється через Steam. Гра використовує систему оновлень Steam. Оновлюється щомісяця. Є загальнодоступна Beta-версія для тестування перед оновленням основної гілки гри.
29 липня 2009 року офіційно анонсовано досягнення для Garry's Mod, 26 серпня вони були додані в оновлення.
На початку вересня 2011 року Гаррі Ньюман анонсував найбільше оновлення. У 13-му глобальному оновленні була введена підтримка майстерні Steam, перероблено меню (тепер воно використовує Awesomium Framework, замість стандартного Source-меню) та безліч інших змін, в основному пов'язаних із зміною можливостей Lua-рушія.
Продажі Garry's Mod перевищили 10 млн копій у 2016 році.

## Ігровий процес
Garry's Mod вважається повноцінною грою, але основний ігровий режим "пісочниця" не ставить перед гравцем жодних цілей чи завдань, а просто надає можливість маніпулювати ігровим світом. Предмети можуть бути додані в ігровий світ з будь-якої встановленої відеогри на ігровому рушієві Source, або з колекцій вже створених гравцями. Рушій Garry's Mod Source побудований на основі рушія Havok і дозволяє гравцю будувати конструкції, які підкоряються законам фізики, що дозволяє правдоподібні фізичні симуляції. При цьому в грі використовують Ragdoll-фізику для анімації персонажів. 
Гравцеві надається весь арсенал зброї і засобів з ігор на Source, а також два додаткові важливі інструменти. Перший з них "Фізична гармата" (англ. Physics Gun), яка дозволяє гравцю переміщати перешкоди і об'єкти, обертати їх і встановлювати на місця. Іншим є так звана "Інструментальна гармата" (англ. Tool Gun), яка може виконувати багато функцій, зокрема скріплювати предмети разом, створювати інтерактивні кнопки, а також важелі, блоки і колеса. Також вона дозволяє змінювати вираз обличчя і позу людей (Ragdoll).
З версії 9.0 в гру було додано можливість писати свої скрипти на Lua, що значно розширило можливості для користувачів.

## Розробка
Перша версія була випущена 24 грудня 2004 року і була не більше, ніж експериментом в Source SDK, тому нічим не відрізнялася від Half-Life 2, за винятком кнопок, які створювали ворогів, додавали всю зброю і вимикали штучний інтелект внутрішньоігрових персонажів. У другій версії, яка була випущена 27 грудня 2004 року, була одразу додана зброя з Half-Life 2. Третя версія була випущена 30 грудня 2004 року. Цю версію можна вважати початком створення повноцінної гри, в ній представлені справжні експерименти в Source SDK. У гру додано першу версію карти gm_construct, яка використовується за замовчуванням до цього дня. Додані кнопки, які створюють регдолли та предмети, червона кнопка заміняла функцію видалення предметів (англ. Remover Tool). Фізична гармата теж набула сучасного вигляду.
5 січня 2005 року в четвертій версії був доданий багатокористувацький режим і оновлена карта gm_construct. На карті побільшало простору: з'явилося місце для автомобілів, нові платформи створення предметів, наприклад, платформа для створення блоків, які були використані в додатку PhoeniX-Storms (скор. PHX). Але все ж ними було важко користуватися за допомогою примітивної фізичної гармати. Так само монтування могло робити не тільки мотузки і зварювати предмети, а й створювати прискорювачі (ракетні двигуни, що дозволяло піднімати предмети в повітря без допомоги фізичної гармати). 9 січня 2005 року в п'ятій версії знову оновили карту: в ігровий світ була додана вода, а небо було зроблено більш реалістичним (скайбокс), схожі на PHX платформи залишилися, але деякі старі були прибрані через непотрібність. У гру були додані два нових інструменти: інструмент малювання (англ. paint gun) та інструмент створення кульок (англ. balloon gun). Інструмент для малювання мав обмежену кількість кольорів, інструмент для створення кульок міг створювати однакові кульки по довжині мотузки і вагомості, що відрізняються тільки кольором. У цій версії було організовано меню для створення предметів (англ. qbox), що замінює гармату RPG (стріляє предметами) та платформи. 29 січня 2005 р., в шостій версії додані меню з інструментами (лампи, кульки та зварювання), вікно допомоги з рішеннями всіх головних проблем і важливих порад при початку гри, інструмент для створення ламп і ліхтарів, можливість пересування повітрям (англ. noclip), інструмент для позування особи (англ. face-posing tool), в якому можна змінювати тільки обличчя (робити деякі вирази обличчя: поцілунок, посмішка, і т.д.). Всі старі предмети були покращені, карта набувала сучасного вигляду. 12 лютого 2005 р. у сьому версію внесли незначні оновлення карти та предметів, колір променя фізичної гармати замінено на синій. У меню інструментів додано нові функції, зокрема дублікатор предметів, що копіює, фарбує, з'єднує та руйнує предмети. Поповнився перелік предметів. 15 лютого 2005 р., вийшла восьма версія Garry's mod(а). Восьма версія модифікації почала просуватися як самостійна гра. Були змінені головне меню, додано завантаження карт і створення розрахованого на багато користувачів сервера, в меню доданий менеджер доповнень (матеріалів і моделей). Змінено і вид меню створення предметів (англ. qbox), ім'я за замовчуванням було змінено з Minge_Bag на MingeBag, покращена стандартна карта, гори в скайбоксі замінені будинками. Додано ефекти простої зміни (англ. simple DOF), світлення (англ. bloom) та 27 листопада 2005 р. випущено останню версія, доступна для безкоштовного скачування (9.0.4).

## Ігрові режими
У Garry's Mod було створено безліч ігрових режимів, які розробляються і сьогодні. Простір для створення ігрових режимів був забезпечений завдяки SDK рушія Source та мовою програмування Lua.
За інформацією Майстерні Steam, Garry's mod налічує понад 5100 ігрових режимів, включаючи постери головного меню, контенти серверів та доповнення вже до наявних ігрових режимів. Відсоток ігрових режимів від інших публікацій майстерні не перевищує 1% через велику кількість дублікацій та збережень.

## Відгуки та продажі
Влітку 2018 року завдяки вразливості у захисті Steam Web API стало відомо, що точна кількість користувачів сервісу Steam, які грали в гру хоча б один раз, становить 18 576 379 людина.